# Grefa
De Grefa is een historische zelfbouw-wegrace-motorfiets.
De Amsterdamse coureur Wout de Greef werd in 1951 Nederlands kampioen bij de 125cc-senioren met een zelfgemaakte machine. De Grefa had een zelf opgevoerd Villiers-blokje dat in een Gillet-frame zat.